# Josette Demeuter
Josette Demeuter (15 oktober 1931) is een Belgische voormalige atlete, die gespecialiseerd was in de sprint. Ze werd driemaal Belgisch kampioene.

## Loopbaan
Demeuter nam in 1950 als juniore op de 100 m deel aan de Europese kampioenschappen in Brussel. Ze werd uitgeschakeld in de reeksen.
Tussen 1951 en 1954 behaalde Demeuter drie Belgische titels op de 100 m. Ze was aangesloten bij Olympic Femina Club.

## Belgische kampioenschappen
Outdoor
| Onderdeel | Jaar             |
| --------- | ---------------- |
| 100 m     | 1951, 1953, 1954 |

## Persoonlijke records
Outdoor
| Onderdeel | Prestatie | Datum           | Plaats  |
| --------- | --------- | --------------- | ------- |
| 100 m     | 12,9 s    | 8 augustus 1954 | Brussel |
| 100 m     | 26,9 s    | 8 augustus 1954 | Brussel |

## Palmares

### 100 m
- 1951:  BK AC – 13,3 s
- 1952:  BK AC
- 1953:  BK AC – 13,2 s
- 1954:  BK AC – 12,9 s

### 200 m
- 1952:  BK AC – 27,5 s
- 1952:  BK AC – 26,9 s